# 摩擦損失係数
摩擦損失係数とは流体力学でのダルシー・ワイスバッハの式に使われる無次元数であり、配管流れや開水路流れでの流体エネルギーの摩擦損失を記述している。基本的な流れであり、産業的にも重要であるため、数多くの式が提案されている。
次元解析により無次元化された式で表現されており、提案されている式は全て次の2つの無次元変数によって表されている：
- {\displaystyle Re={\frac {UD}{\nu }}} ：レイノルズ数

- {\displaystyle {\frac {\varepsilon }{D}}} ：相対粗度、絶対粗度εと配管の直径Dの比

以下では摩擦損失係数の記号に {\displaystyle f} を用いる。

## 流れ領域
摩擦損失係数は流れのタイプにより次の6つに分かれる。
- 層流
- 層流と乱流の遷移領域
- 滑面における十分に発達した乱流
- 滑面と粗面の中間における十分に発達した乱流
- 粗面における十分に発達した乱流
- 自由表面流れ(開水路流れ)

### 層流
レイノルズ数Re が2000未満での層流における摩擦損失係数f は次のように与えられる。
{\displaystyle f={\frac {64}{Re}}}

### 遷移領域
遷移領域(十分に発達した層流と十分に発達した乱流を除く領域)はレイノルズ数Re が2000～4000の間に現れる。この領域での摩擦損失係数の値は大きな不確実性に支配される。摩擦損失係数f は次のように近似される。
{\displaystyle f=X_{1}+R(X_{2}+R(X_{3}+X_{4}))}
- {\displaystyle R={\frac {2000}{Re}}}
- {\displaystyle X_{1}=7F_{A}-F_{B}\,}
- {\displaystyle X_{2}=0.128-17F_{A}+2.5F_{B}\,}
- {\displaystyle X_{3}=-0.128+13F_{A}-2F_{B}\,}
- {\displaystyle X_{4}=R(0.032-3F_{A}+0.5F_{B})}
  - {\displaystyle F_{A}=Y_{3}^{-2}}
  - {\displaystyle F_{B}=F_{A}\left(2-{\frac {0.00514215}{Y_{2}Y_{3}}}\right)}
    - {\displaystyle Y_{2}={\frac {\varepsilon }{3.7D}}+{\frac {5.74}{Re^{0.9}}}}
    - {\displaystyle Y_{3}=-0.86859\ln \left({\frac {\varepsilon }{3.7D}}+{\frac {5.74}{4000^{0.9}}}\right)}

### 滑面配管での乱流
滑らかな円管の摩擦損失係数を求める経験式としては
- ブラジウスの式。ファニングの摩擦係数に関し初期に求められた近似式である。
{\displaystyle f=0.3164Re^{-0.25}}
- ファニングの式[2]
{\displaystyle f=0.046Re^{-0.2},\quad 10^{4}<Re<2\times 10^{5}}

### 滑面と粗面の中間配管での乱流
滑らかな円管及び荒い円管における摩擦損失係数を求める経験式としてコールブルックの式がある。

### 粗面配管での乱流
粗い円管でRe が十分高い流れの摩擦損失係数を求める経験式として次のカルマン・ニクラーゼの式がある。これはコールブルックの式に対しRe →∞の極限を取ってf についての陰的な項を省略したものである。
{\displaystyle {\begin{aligned}{\frac {1}{\sqrt {f}}}&=2\log _{10}3.7-2\log _{10}\left({\frac {\varepsilon }{D}}\right)\\&=1.1364\ldots -2\log _{10}\left({\frac {\varepsilon }{D}}\right)\end{aligned}}}

## 式の選択
式を選ぶ前にムーディー線図により紙面上で摩擦損失係数を求めることもができることを知ることも有用である。ムーディーは滑面配管では±5%、粗面配管では±10%の精度があると述べている。
流れ領域の検討の結果、上記のうち2つ以上の式が適用可能であるなら、式の選択は下記を参考とすればよい。
- 必要とされる精度
- 必要とされる計算速度
- 使用可能なコンピューター技術:
  - 計算機 (キーストロークの最小化)
  - スプレッドシート (シングルセル計算式)
  - プログラミング言語/スクリプト言語 (サブルーチン)

## コールブルックの式
コールブルックの式は摩擦損失係数f を求めることができるが、式の両辺にf を含む陰的な方程式であり不便なため、以下のような陽的な近似式がさまざまに提案されている。近似式ではあるが、実験データとの乖離はデータの変動内であり精度は十分である。

### ハーランドの式 (Haaland equation)
S.E ハーランドにより1983年に開発された。
{\displaystyle {\frac {1}{\sqrt {f}}}=-1.8\log _{10}\left[\left({\frac {\varepsilon /D}{3.7}}\right)^{1.11}+{\frac {6.9}{Re}}\right]}

### スワミー・ジャインの式 (Swamee–Jain equation)
{\displaystyle f=0.25\left[\log _{10}\left({\frac {\varepsilon }{3.7D}}+{\frac {5.74}{Re^{0.9}}}\right)\right]^{-2}}

### セルギーダスの式(Serghides's solution)
この式はw:en:Steffensen's methodを用いて開発されている。コールブルックの式に対し誤差0.0023%の精度があることが知られている。データ精度の確認は、10個の相対粗度（0.00004から0.05）及び7個のレイノルズ数（2500 to 108）の計70点を用いて行われている。
{\displaystyle f=\left(A-{\frac {(B-A)^{2}}{C-2B+A}}\right)^{-2}}
- {\displaystyle A=-2\log _{10}\left({\frac {\varepsilon /D}{3.7}}+{\frac {12}{Re}}\right)}

- {\displaystyle B=-2\log _{10}\left({\frac {\varepsilon /D}{3.7}}+{\frac {2.51A}{Re}}\right)}

- {\displaystyle C=-2\log _{10}\left({\frac {\varepsilon /D}{3.7}}+{\frac {2.51B}{Re}}\right)}

### ゴーダー・ソナッドの式 (Goudar–Sonnad equation)[4]
最も精度が高い近似式である。
{\displaystyle {\frac {1}{\sqrt {f}}}=a\left[\ln \left({\frac {d}{q}}\right)+D_{\mathrm {CFA} }\right]}
- {\displaystyle a=2/\ln 10}
- {\displaystyle d={\frac {\ln 10}{5.02}}Re}
- {\displaystyle q=s^{s/(s+1)}}
- {\displaystyle D_{\mathrm {CFA} }=D_{\mathrm {LA} }\left(1+{\frac {z/2}{(g+1)^{2}+(z/3)(2g-1)}}\right)}
  - {\displaystyle s=bd+\ln d\,}
  - {\displaystyle D_{\mathrm {LA} }=z{\frac {g}{g+1}}}
  - {\displaystyle g=bd+\ln {\frac {d}{q}}}
  - {\displaystyle z=\ln {\frac {q}{g}}}
    - {\displaystyle b={\frac {\varepsilon /D}{3.7}}}

### ブルキッチの式 (Brkićsolution)
ブルキッチはランベルトのW関数に基づきコールブルックの式の近似式を示した 。この式は誤差3.15%の精度でコールブルックの式に一致することが知られている。
{\displaystyle {\frac {1}{\sqrt {f}}}=-2\log _{10}\left({\frac {\varepsilon /D}{3.71}}+{\frac {2.18S}{Re}}\right)}
- {\displaystyle S=\ln {\frac {Re}{1.816\ln {\frac {1.1Re}{\ln(1+1.1Re)}}}}}